# Mario Czaja

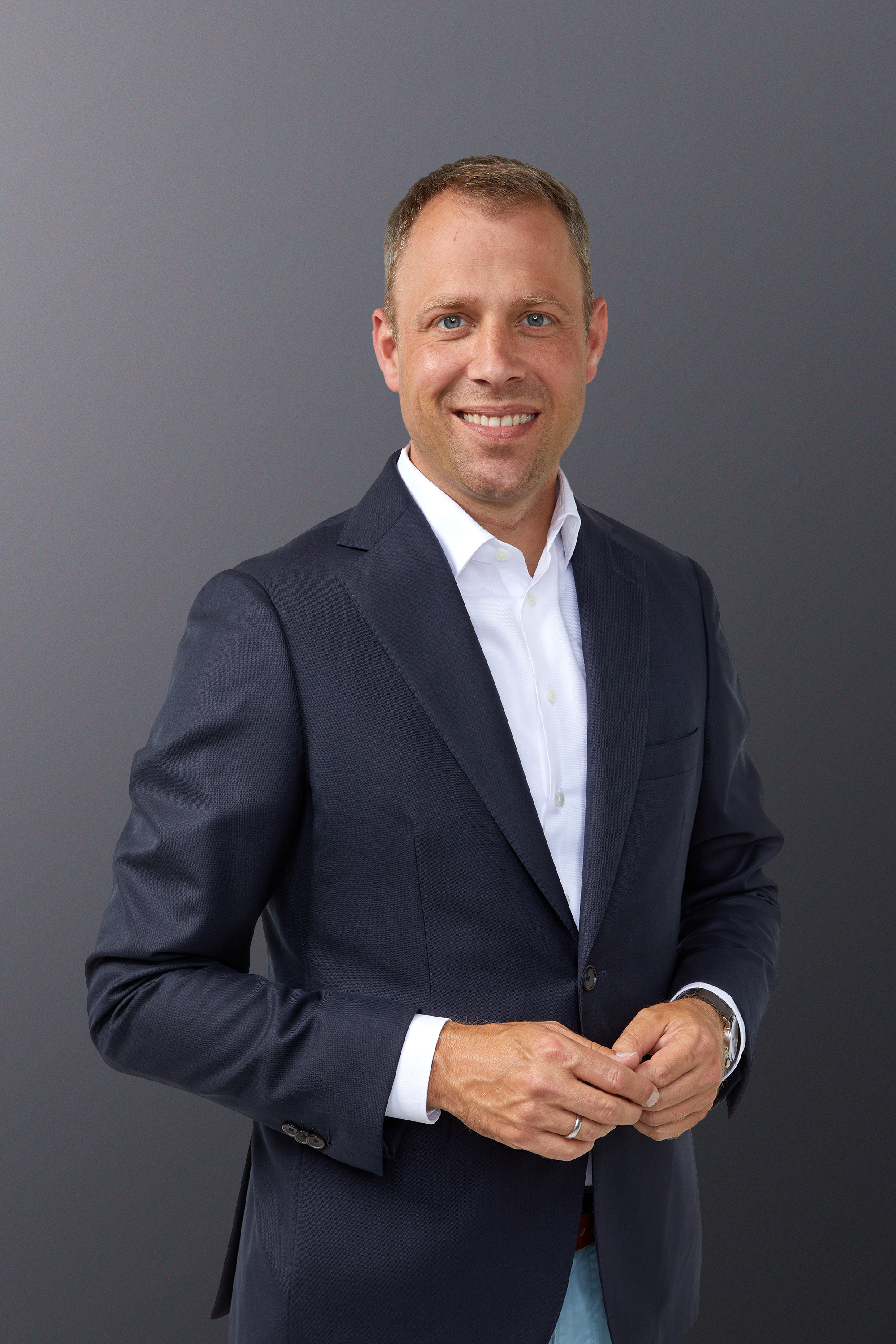
Mario Czaja (2022)

Mario Czaja (* 21. September 1975 in Ost-Berlin) ist ein deutscher Politiker (CDU) und war von Januar 2022 bis Juli 2023 Generalsekretär seiner Partei. Er war von 2021 bis 2025 Mitglied des Deutschen Bundestages; von 1999 bis 2021 war er Mitglied des Abgeordnetenhauses von Berlin. Czaja war von 2011 bis 2016 Senator für Gesundheit und Soziales im Senat Wowereit IV und Senat Müller I. Er ist der ältere Bruder von Sebastian Czaja (FDP).

## Leben

### Ausbildung und Beruf
Der Sohn eines Elektrikers und einer Krankenschwester wuchs in Berlin-Mahlsdorf auf und erlebte mit 14 Jahren die friedliche Revolution in der DDR. Nachdem er das Gymnasium 1995 mit der mittleren Reife beendet hatte, absolvierte er ab 1997 eine Ausbildung zum Versicherungskaufmann. Nach Ausbildung und Zivildienst begann Czaja das Berufsleben als Leiter Marketing und Vertrieb bei dem auf den Bereich Gebäudetechnik ausgerichteten Handwerksunternehmen Krone management und technologie GmbH. Von 2002 bis 2011 war Czaja bei der im Facilitymanagement tätigen Unternehmensgruppe Gegenbauer angestellt. Daneben belegte Czaja vom September 2006 bis Dezember 2010 an der Technischen Hochschule Wildau (FH) den Diplomfernstudiengang der Betriebswirtschaftslehre, den er als Diplom-Betriebswirt (FH) abschloss. Der Titel seiner Diplomarbeit lautet Betriebswirtschaftliche Chancen und Risiken des Modells Praxisklinik für den niedergelassenen Facharzt.

### Politischer Werdegang
1993 begann sich Czaja in der Berliner Politik zu engagieren. Von 1995 bis 1999 war er Mitglied der Bezirksverordnetenversammlung von Berlin-Hellersdorf. Er setzte sich für eine stärkere Zusammenarbeit mit der PDS ein, was ihm ein Parteiausschlussverfahren eintrug, das 1999 eingestellt wurde.
Czaja wurde bei der Wahl im Oktober 1999 im Wahlkreis Kaulsdorf-Mahlsdorf direkt in das Abgeordnetenhaus von Berlin gewählt, dem er bis 2021 ohne Unterbrechung angehört hat. Bei der vorgezogenen Wahl im Oktober 2001 gewann Gregor Gysi (PDS) gegen ihn das Direktmandat; Czaja wurde über die Bezirksliste seiner Partei in das Berliner Abgeordnetenhaus gewählt. Dort arbeitete er im Ausschuss für Gesundheit und Soziales und engagierte sich zusätzlich für die Straßenerschließung und gegen das Straßenbaubeitragsgesetz. Zugleich war er ab 2001 gesundheitspolitischer Sprecher der CDU-Fraktion im Abgeordnetenhaus und später auch stellvertretender Vorsitzender seiner Fraktion. Seit 2001 ist er Vorsitzender des CDU-Kreisverbandes Wuhletal von Marzahn-Hellersdorf mit ca. 500 Mitgliedern.
Bei der Wahl im September 2006 gewann Czaja seinen Wahlkreis deutlich vor seinen SPD- und PDS-Gegenkandidaten. Czaja war der einzige CDU-Kandidat in Ost-Berlin, dem dies gelang. Dabei erhielt er 33,8 Prozent der Erststimmen bei 13,1 Prozent der Zweitstimmen für die CDU in Marzahn-Hellersdorf. Die Berliner Zeitung bezeichnete ihn daraufhin als den „Wahlsieger“ der Berliner CDU. Bis Ende November 2011 war Czaja Mitglied in den Ausschüssen für Gesundheit, Umwelt und Verbraucherschutz sowie Stadtentwicklung.
Bei der Wahl im September 2011 verteidigte Mario Czaja sein Direktmandat, wobei er den Erststimmenanteil auf 41,5 Prozent steigern konnte. Er war Mitglied in den Ausschüssen für Gesundheit, Umwelt und Verbraucherschutz sowie Stadtentwicklung. Im Dezember 2011 wurde er zum Senator für Gesundheit und Soziales in der großen Koalition der Senate Wowereit IV und seit Dezember 2014 Müller I ernannt. Mitte Dezember 2011 übernahm Czaja vorübergehend zusätzlich die Amtsgeschäfte des Senators für Justiz und Verbraucherschutz.
In seiner Zeit als Gesundheitssenator wurde das gemeinsame Landesgremium eingerichtet, das den Zugang der Patienten zur ambulanten Ärzteversorgung in den einzelnen Bezirken Berlins verbessern soll. Im Dezember 2012 wurde im Land Berlin eine Kooperationsvereinbarung zur Bekämpfung von Leistungsmissbrauch und Abrechnungsmanipulation in der ambulanten Pflege unterzeichnet. Auch die Funktion der Patientenbeauftragten wurde um das Thema Pflege ergänzt. Bei der Aktualisierung des Berliner Krankenhausplans engagierte sich Czaja für eine Verbesserung der Versorgung im Bereich der Geriatrie. Im Jahr 2012 machte sich Czaja zusammen mit den CDU-Senatskollegen Frank Henkel (Inneres) und Thomas Heilmann (Justiz) für eine Senkung des straffreien Eigenbedarfs an Cannabis von 15 auf sechs Gramm stark. In seiner Amtszeit lag sein besonderes Augenmerk auf der Obdachlosenhilfe; so entstand durch ihn initiiert das Hygienecenter der Stadtmission am Bahnhof Zoo. Zudem gab es in seiner Amtszeit erstmals ausreichend Berliner Kältehilfeplätze in den Wintermonaten.
Bei der Wahl zum Berliner Abgeordnetenhaus im Jahr 2016 steigerte Czaja gegen den Landestrend das Erststimmenergebnis in seinem Wahlkreis Marzahn-Hellersdorf 5 um 5,8 auf 47,4 Prozent und verteidigte damit erneut sein Direktmandat. Es ist das stärkste Ergebnis aller Direktkandidaten berlinweit. Da infolge des Wahlergebnisses die bisherigen Regierungspartner SPD und CDU ihre Mehrheit im Abgeordnetenhaus verloren und daraufhin eine rot-rot-grüne Koalition gebildet wurde, schied Czaja mit Amtsantritt des zweiten Senats Müller am 8. Dezember 2016 aus der Landesregierung aus. Nachfolgerinnen wurden Elke Breitenbach (Die Linke) im Amt für Integration, Arbeit und Soziales sowie Dilek Kolat (SPD) im Amt für Gesundheit, Pflege und Gleichstellung. Bei der Bundestagswahl 2021 gewann er im Wahlkreis Berlin-Marzahn – Hellersdorf, der ab 1990 durchgängig an die PDS bzw. die Linke (1990–2002 Gregor Gysi, 2002–2021 Petra Pau) gegangen war, das Direktmandat.

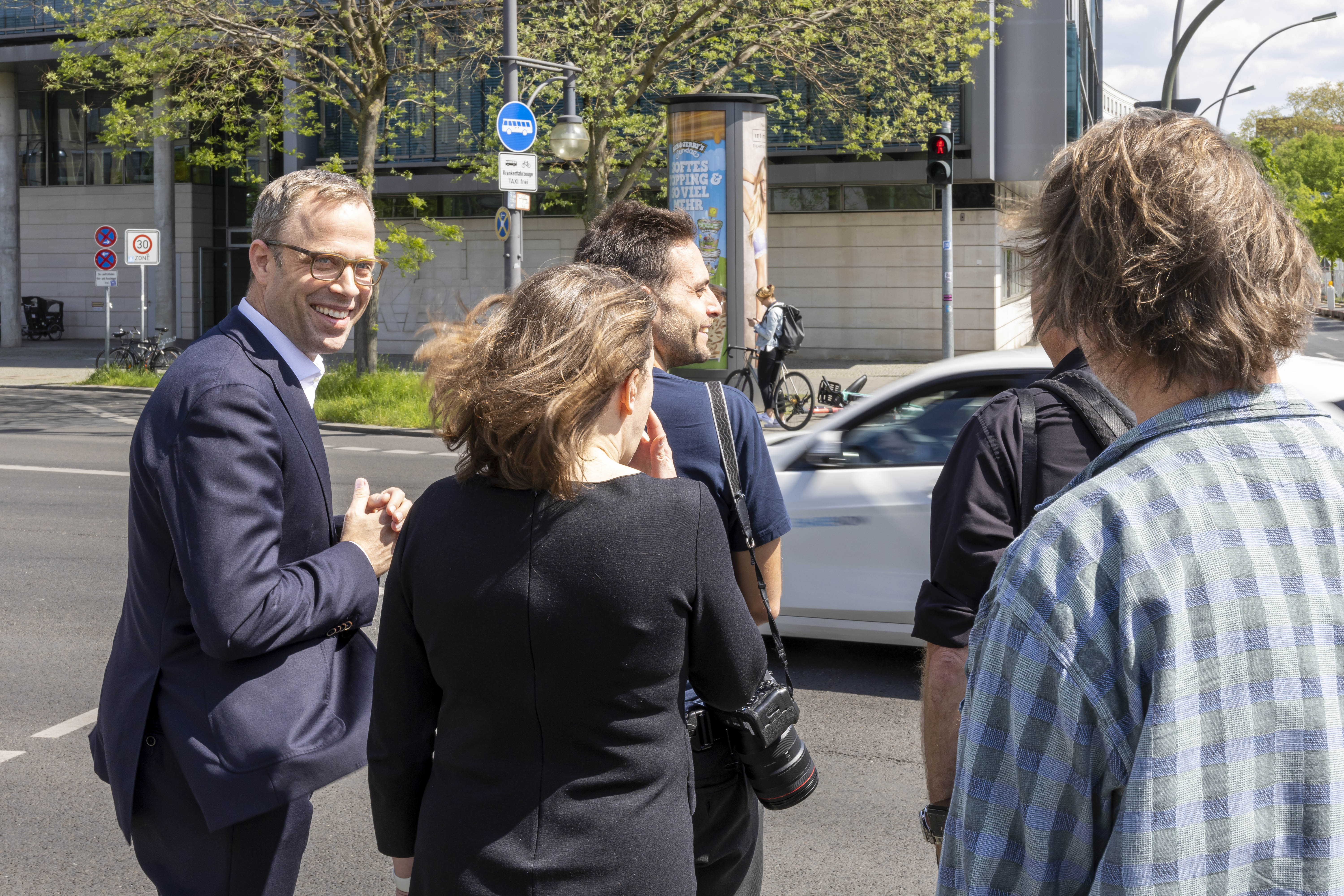
Mario Czaja; Pressekonferenz, am 11. Mai 2023 in Berlin

Im November 2021 kündigte Friedrich Merz an, Czaja im Fall seiner Wahl zum Bundesvorsitzenden der CDU als Generalsekretär vorzuschlagen. Friedrich Merz wurde im Dezember 2021 im Rahmen einer Mitgliederbefragung als Kandidat für den Bundesvorsitz des CDU durch die Mitglieder mit einer absoluten Mehrheit gewählt. Am 31. Januar 2022 wurde Merz auf dem digital durchgeführten Bundesparteitag als Parteivorsitzender gewählt. Czaja wiederum wurde als Nachfolger von Paul Ziemiak zum Generalsekretär der CDU gewählt. Parteichef Merz verkündete am 11. Juli 2023 Czajas sofortige Ablösung im Amt. Dem Präsidium und Bundesvorstand der CDU schlug Merz am 12. Juli vor, Carsten Linnemann zum Generalsekretär zu bestellen.
Bei der Bundestagswahl 2025 unterlag Czaja in seinem Wahlbezirk Marzahn-Hellersdorf dem AfD-Direktkandidaten Gottfried Curio. Da er nicht über einen Landeslistenplatz abgesichert war, schied er aus dem Bundestag aus.

### Sonstiges Engagement
Mario Czaja ist Mitglied im Förderverein der Kaulsdorfer Ulmenschule, Förderer des Gründerzeitmuseums im Gutshaus Mahlsdorf, Mitglied im Verein Freunde der Gärten der Welt und Schirmherr des gemeinnützigen Projektes Librileo. Czaja ist Fan von Union Berlin. Außerdem war er 1. Vorsitzender des damaligen Volleyball-Bundesligisten Volley Dogs Berlin. Seit November 2018 ist er ehrenamtlich Präsident des Berliner Landesverbands des Deutschen Roten Kreuzes.

### Privates
Czaja ist verheiratet und hat eine Tochter. Er wohnt mit seiner Familie in Berlin-Karlshorst.
1997 wurde Czaja wegen Fahnenflucht zu einer Geldstrafe von 2.000 DM verurteilt, nachdem er der Einberufung zur Bundeswehr nicht Folge geleistet hatte. Stattdessen leistete er schließlich Zivildienst in einem Kindergarten.
Czajas jüngerer Bruder Sebastian Czaja ist in der Berliner FDP aktiv und war von der Wahl zum Abgeordnetenhaus von Berlin 2016 an FDP-Fraktionsvorsitzender im Abgeordnetenhaus bis zur Wahl zum Abgeordnetenhaus von Berlin 2023.

## Kontroversen

### Ausbildung
Im Jahr 2006 wurde bekannt, dass Czaja im Abgeordnetenhandbuch als Schulabschluss zwar „Gymnasium“ angab, in Wahrheit aber gar nicht über ein Abitur verfügte. Durch einen Bericht von Spiegel Online wurde im Februar 2006 öffentlich, dass Czaja den Abschluss als „Diplom-Ökonom“, den er auf seiner Internetseite und im Handbuch des Abgeordnetenhauses angegeben hatte, an der sogenannten Freien Universität Teufen/Appenzell Ausserrhoden – angeblich durch ein postgraduales Studium 2002 bis 2005 – erworben hatte. Abschlüsse dieser Institution werden in Deutschland nicht als akademische Grade anerkannt. Die Freie Universität Teufen gilt als sogenannte Titelmühle, die akademische Abschlüsse nicht für eine entsprechende Leistung, sondern gegen Bezahlung verleiht. Sie ist in der Schweiz nicht als Hochschule anerkannt, hat kein Promotionsrecht und darf keine akademischen Grade vergeben. Czaja zog sich daraufhin aus dem Ausschuss für Wissenschaft und Forschung zurück.
Im September 2006 nahm er an der Technischen Hochschule Wildau (FH) in Brandenburg ein Studium der Betriebswirtschaftslehre auf, das er im Dezember 2010 als Diplom-Betriebswirt (FH) mit dem Prädikat „mit Auszeichnung“ abschloss.

### Flüchtlingskrise 2015
Im Sommer 2015 geriet Czaja in die Kritik, als das unter seiner Aufsicht stehende Landesamt für Gesundheit und Soziales Berlin (LaGeSo) den immer stärkeren Zustrom von Flüchtlingen nicht mehr in den Griff bekam und von einer humanitären Krise gesprochen wurde. Der Senator wurde am 11. August 2015 zum Chef eines täglich tagenden Krisenstabs gemacht, der schnellere Aufnahmeverfahren, mehr Unterkünfte und Mitarbeiter für die Flüchtlingsarbeit organisieren soll. Ende August hatte sich die Lage weiter verschärft, der Bezirksbürgermeister von Berlin-Mitte, Christian Hanke, kritisierte Czajas Untätigkeit scharf. Im Oktober sorgten weitere Verzögerungen beim Bau bzw. der Herrichtung dauerhafter Unterkünfte für Kritik selbst unter Mitsenatoren. Czaja wurde mehrfach zum Rücktritt aufgefordert, nach Presseberichten soll er ihn in geschlossener Sitzung auch angeboten haben, was jedoch abgelehnt wurde. Anfang Dezember 2015 erstatteten über 40 Anwälte Anzeige gegen Czaja und den Lageso-Präsidenten Allert wegen Körperverletzung und Nötigung im Amt. Alle Verfahren wurden eingestellt.

### Tätigkeit für Consultingfirma
Im Januar 2022 veröffentlichte Der Spiegel den Artikel „Die fragwürdigen Geschäfte des Mario Czaja“, in welchem Czajas Tätigkeit als Geschäftsführer der Brückenköpfe GmbH kurz nach dem Ende seiner Regierungsbeteiligung als Senator für Gesundheit und Soziales kritisiert wird.
Die Brückenköpfe GmbH bezeichnet sich selbst als „Konzept- und Beteiligungsagentur“, der Spiegel beschreibt sie als „Mischung aus Consulting-, Lobby- und Investmentfirma“ im Gesundheitsbereich. Die Gesellschaft ist an diversen Start-ups und anderen Unternehmen beteiligt. Neben seiner Tätigkeit als Geschäftsführer erwarb er auch Anteile an mehreren Firmen im Unternehmensnetzwerk. Gegenüber dem Berliner Abgeordnetenhaus, dem er während seiner Tätigkeit weiterhin angehörte, gab er Einkünfte der Stufe drei (zwischen 75.001 und 150.000 Euro) an. Auch nach seinem Ausscheiden als Geschäftsführer ab dem 1. November 2020 gab Czaja noch Einkünfte der Stufe drei aus einer „freien Tätigkeit“ für die Brückenköpfe GmbH an. Der Spiegel äußerte zudem den Verdacht, dass Czaja durch die Einkünfte bei der Brückenköpfe GmbH seinen Wahlkampf für die Bundestagswahl 2021 finanziert hatte.

### Krieg in der Ukraine und Lockerung der Schuldenbremse
Czaja stimmte gegen die Lieferung von Taurus-Marschflugkörpern an die Ukraine.
Als einziger Unionsabgeordneter stimmte er am 18. März 2025 gegen eine Grundgesetzänderung zur Lockerung der Schuldenbremse zwecks Aufnahme von rund eintausend Milliarden Euro Schulden für Rüstungszwecke, Infrastruktur und Klimamaßnahmen. Czaja gab an, das Vorhaben könne einen Vertrauensverlust in der politischen Mitte durch den Bruch eines Wahlversprechens seitens der CDU zur Folge haben.

## Ehrungen und Auszeichnungen
Am 10. Oktober 2016 verlieh die Deutsche Gesellschaft für interdisziplinäre Notfall- und Akutmedizin dem damaligen Gesundheitssenator den David-Williams-Award für sein langjähriges Engagement im Aufbau einer professionellen Notfallversorgung in Berlin. Dazu gehört die verbindliche Festlegung von bestimmten Qualitätsstandards wie Personal- und Ausstattungsvorgaben für Notaufnahmen. Außerdem wurde die erste Portalpraxis in Berlin während Czajas Amtszeit eingeführt. Sie dient der Sicherstellung der ambulanten Versorgung in sprechstundenfreien Zeiten an Kliniken, um Rettungsstellen zu entlasten.

## Schriften
- Betriebswirtschaftliche Chancen und Risiken des Modells Praxisklinik für den niedergelassenen Facharzt (= Wildauer Schriftenreihe: Unternehmensführung und Unternehmensrecht. Band 7). Berliner Wissenschafts-Verlag, Berlin 2011, ISBN 978-3-8305-1937-9 (Diplomarbeit).
- Wie der Osten Deutschland rettet – Lösungen für ein neues Miteinander. Herder Verlag, 2024, ISBN 978-3-451-39829-2.